# Battaglia di Yokaichi
La battaglia di Yokaichi (八日町の戦い?, Yōkachō no tatakai) avvenne nel 1582 nella provincia di Hida.
Nella prima metà del XVI secolo il clan Ema governava nella metà settentrionale della provincia di Hida, mentre il clan Anegakōji il resto della provincia poiché con la caduta del clan Kyōgoku si era reso indipendente e sconfisse altri piccoli clan locali.
Allo stesso tempo la provincia di Hida fu coinvolta nel conflitto tra il clan Takeda e il clan Uesugi. Poiché la provincia di Hida rappresentava un secondo fronte per i clan, Takeda e Uesugi cercarono di mantenere indirettamente la provincia attraverso alleanze con i signori locali. In questo periodo Anegakōji Yoritsuna (1540-1587), il capo del clan Anegakōji, conquistò più della metà della provincia. Per far fronte al clan Anegakōji, gli Ema si allearono con i Takeda che entrarono nella provincia e sconfissero il clan Anegakōji nel 1559. In quel momento il clan Anegakōji si unì agli Uesugi per mantenere la propria indipendenza.
Successivamente il clan Anegakōji si alleò con Oda Nobunaga (1534-1582). Nel 1573 Takeda Shingen (1521-1573), il leader del clan Takeda che sosteneva il clan Ema, morì. Dopo la morte di Shingen il clan Ema si rivolse a Uesugi Kenshin (1530-1578), il capo del clan Uesugi che entrò nella provincia di Hida nel 1576.
Ma anche Kenshin morì nel 1578 e il clan Ema perse nuovamente il suo sostenitore. Il divario tra il clan Anegakōji e il clan Ema divenne sempre più grande, e il clan Anegakōji una volta entrò nella provincia di Etchū, che era territorio del clan Uesugi, sostenuto dall'esercito degli Oda. Il clan Uesugi fu costretto a ritirarsi, e lo stesso clan Ema fu messo all'angolo.
Tuttavia nel 1582 Oda Nobunaga morì improvvisamente incidente di Honnō-ji. Considerando questa come un'ultima opportunità per invertire la situazione, il clan Ema riunì il suo esercito contro il clan Anegakōji. Ma il clan Ema aveva solo 300 soldati contro l'esercito di Anegakōji che ne aveva circa 1 000.
Lo svolgersi della battaglia non è chiaro, ma a causa de netta inferiorità, l'esercito di Ema mise in atto un attacco improvviso attraverso la montagna al castello di Kojima, la roccaforte del clan Kojima che sosteneva il clan Anegakōji. Ma l'esercito di Ema non riuscì a conquistare il castello, e sulla via della ritirata, affrontò l'esercito Anegakōji.
I samurai degli Ema combatterono coraggiosamente ma, intrappolati dagli archibugi Anegakōji, vennero sopraffatti e il loro capo morì nella battaglia.